# Condado de Chippewa (Minnesota)
El condado de Chippewa (en inglés: Chippewa County) es un condado en el estado estadounidense de Minnesota. En el censo de 2000 el condado tenía una población de 13.088 habitantes. La sede de condado es Montevideo. El condado fue fundado el 20 de febrero de 1862 y fue nombrado en honor al río Chippewa.

## Geografía
Según la Oficina del Censo, el condado tiene un área total de 1.522 km² (588 sq mi), de la cual 1.509 km² (583 sq mi) es tierra y 13 km² (5 sq mi) (0,85%) es agua.

### Condados adyacentes
- Condado de Swift (norte)
- Condado de Kandiyohi (noreste)
- Condado de Renville (sureste)
- Condado de Yellow Medicine (suroeste)
- Condado de Lac qui Parle (oeste)

## Autopistas importantes
- U.S. Route 59
- U.S. Route 212
- Ruta Estatal de Minnesota 7
- Ruta Estatal de Minnesota 23
- Ruta Estatal de Minnesota 29
- Ruta Estatal de Minnesota 40
- Ruta Estatal de Minnesota 277

## Demografía
En el  censo de 2000, hubo 13.088 personas, 5.361 hogares y 3.597 familias residiendo en el condado. La densidad poblacional era de 22 personas por milla cuadrada (9/km²). En el 2000 había 5.855 unidades habitacionales en una densidad de 10 por milla cuadrada (4/km²). La demografía del condado era de 96,78% blancos, 0,18% afroamericanos, 1,00% amerindios, 0,30% asiáticos, 0,02% isleños del Pacífico, 0,94% de otras razas y 0,79% de dos o más razas. 1,92% de la población era de origen hispano o latino de cualquier raza. 
La renta promedio para un hogar del condado era de $35.582 y el ingreso promedio para una familia era de $45.160. En 2000 los hombres tenían un ingreso medio de $30.556 versus $20.384 para las mujeres. La renta per cápita para el condado era de $18.039 y el 8,60% de la población estaba bajo el umbral de pobreza nacional.

## Ciudades y pueblos
- Clara City
- Granite Falls
- Maynard
- Milan
- Montevideo
- Watson

### Municipios
- Municipio de Big Bend
- Municipio de Crate
- Municipio de Grace
- Municipio de Granite Falls
- Municipio de Havelock
- Municipio de Kragero
- Municipio de Leenthrop
- Municipio de Lone Tree
- Municipio de Louriston
- Municipio de Mandt
- Municipio de Rheiderland
- Municipio de Rosewood
- Municipio de Sparta
- Municipio de Stoneham
- Municipio de Tunsberg
- Municipio de Woods